# Primer Ministre del Vietnam
El Primer Ministre del Vietnam (en vietnamita: Thủ tướng Việt Nam) és el cap de la branca executiva del govern del Vietnam. Té la funció de presidir el gabinet vietnamita, i s'encarrega de proposar i supervisar els ministres. El President escull el Primer Ministre entre els membres de l'Assemblea Nacional.

## República Democràtica del Vietnam(Vietnam del Nord, 1945-1976)

### Primer Ministres
| Nom           | Inici mandat           | Fi mandat              | Partit                                                                                      |
| ------------- | ---------------------- | ---------------------- | ------------------------------------------------------------------------------------------- |
| Hồ Chí Minh   | 2 de setembre de 1945  | 20 de setembre de 1955 | Partit Comunista Indoxinès (fins a 1951), Partit del Treballadors Vietnamites (des de 1951) |
| Phạm Văn Đồng | 20 de setembre de 1955 | 2 de juliol de 1976    | Partit del Treballadors Vietnamites                                                         |

## República Socialista del Vietnam(Vietnam, 1976-actualitat)

### Primer Ministres i Presidents del Consell de Ministres
| Nom                     | Inici mandat        | Fi mandat              | Partit                                                                                        |
| ----------------------- | ------------------- | ---------------------- | --------------------------------------------------------------------------------------------- |
| Phạm Văn Đồng           | 2 de juliol de 1976 | 18 de juny de 1987     | Partit del Treballadors Vietnamites (fins a 1976), Partit Comunista del Vietnam (des de 1976) |
| Phạm Hùng               | 30 de març de 1987  | 10 de març de 1988     | Partit Comunista del Vietnam                                                                  |
| Võ Văn Kiệt (1a vegada) | 10 de març de 1988  | 22 de juny de 1988     | Partit Comunista del Vietnam                                                                  |
| Đỗ Mười                 | 22 de juny de 1988  | 8 d'agost de 1991      | Partit Comunista del Vietnam                                                                  |
| Võ Văn Kiệt (2a vegada) | 8 d'agost de 1991   | 24 de setembre de 1992 | Partit Comunista del Vietnam                                                                  |

### Primer Ministres
| Nom              | Inici mandat           | Fi mandat              | Partit                       |
| ---------------- | ---------------------- | ---------------------- | ---------------------------- |
| Võ Văn Kiệt      | 24 de setembre de 1992 | 25 de setembre de 1997 | Partit Comunista del Vietnam |
| Phan Văn Khải    | 25 de setembre de 1997 | 27 de juny de 2006     | Partit Comunista del Vietnam |
| Nguyễn Tấn Dũng  | 27 de juny de 2006     | ?                      | Partit Comunista del Vietnam |
| Nguyen Xuan Phuc | 4 de juliol de 2016    | actualitat             | Partit Comunista del Vietnam |